# زلزال إيلامنا 2016
زلزال إيلامنا 2016 هو زلزالٌ وقعَ في ألاسكا في الولايات المتحدة بتاريخ 24 يناير 2016.